# Chris Patten
Lord Chris Patten, celým jménem Christopher Francis Patten, Baron Patten of Barnes, (* 12. května 1944 Cleveleys, Lancashire, Velká Británie) je anglický konzervativní politik, bývalý poslanec parlamentu (1979–1992) a předseda Konzervativní strany (1990–1992).
Mezi lety 1992 a 1997 byl posledním guvernérem Hongkongu (britský pronájem tohoto území skončil, když Patten odplul 1. července 1997 na Královské jachtě Britannia).
Poté působil jako evropský komisař pro vnější vztahy (2000–2004).
Od roku 2003 je rektorem (kancléřem) Oxfordské univerzity a spolupředsedou Mezinárodní krizové skupiny.
Články přispíval také do přílohy Kavárna českého deníku MF DNES (pod hlavičkou Projectu Syndicate).